# Лепешин, Анатолий Александрович
Анатолий Александрович Лепешин (23 мая 1941 год — 15 февраля 2010) — теннисист, заслуженный тренер России, заслуженный тренер СССР. Бывший тренер теннисиста Евгения Кафельникова.

## Биография
Анатолий Лепешин родился 23 мая 1941 года. Играть в теннис начал в 8 лет. Тренировался у Н. Лео. В 1956—1957 годах стал победителем Всесоюзных командных соревнований среди юношей — принимал участие в команде Москвы. Окончил обучение в ГЦОЛИФК. В 1958 и 1960 году становился победителем командных чемпионатов СССР в составе команды «Динамо».
В 1963 году получил звание мастера спорта СССР. В 1963—1975 годах был тренером «Юного динамовца» МГС «Динамо». В 1972 году стал заслуженным тренером России. Под руководством Анатолия Лепешина юношеские и молодежные сборные команды СССР выигрывали на командных первенствах мира среди юношей. Чемпионами мира и Европы становились лучшие воспитанники советского тенниса: киевлянин Андрей Медведев, сочинцы Евгений Кафельников и Сергей Пономарев, Олег Огородов и Дмитрий Томашевич (Ташкент), Саргис Саргсян (Ереван) и др.  В 1990 году — Заслуженный тренер СССР. В период с 1994 по 1996 год становился Лауреатом Русского Кубка в номинации «Лучший тренер года».
Тренировал олимпийского чемпиона Евгения Кафельникова с 1991 по 1997 год. В 1991 году, когда Советский Союз распался, Анатолий Лепешин оказался в ситуации, когда почти все лучшие игроки юниорской команды СССР разъехались по "национальным квартирам". Лепешин оставался государственным тренером юношеской сборной, но собирать новую команду было слишком хлопотно - найти в России равноценную замену лидерам было практически невозможно. И он пошел другим путем: предложил перспективному Кафельникову, воспитаннику сочинца Валерия Шишкина, который работал с Женей 12 лет (с 1979 по 1991), самому стать его персональным тренером. Родители Кафельникова не возражали. Так в декабре 1991 г. началась их совместная работа. К тому времени Кафельников уже имел первый профессиональный контракт (в этом статусе он прошел со своим тренером Шишкиным стажировку в академии Ника Боллитьери весной 1991 г., а в ноябре того же года участвовал в квалификации Кубка Кремля). Не заставил себя ждать первый успех Кафельникова и с новым тренером, Лепешиным: уже весной 1992 г. Евгений выиграл престижный титул чемпиона юниорского Открытого первенства Италии. В отношениях с Кафельниковым Лепешин проявил себя как сильный психолог и нашел подход к талантливому спортсмену. Кафельников в своих дальнейших интервью перестал упоминать Шишкина, отмечая, что именно Анатолий Лепешин сделал из него теннисиста. Под руководством Лепешина Кафельников выиграл свой первый (из двух) турнир «Большого шлема» - "Ролан Гаррос", причем сразу в двух разрядах - одиночном и парном (с чехом Даниэлем Вацеком). А в ноябре 1996 г. Кафельников поднялся на 3-ю строчку мирового рейтинга. Теннисист отмечал, что Лепешин был очень строгим, но справедливым тренером, отмечая, что между ними было полное взаимопонимание, и главное - тренер научил его дисциплине. Они расстались по окончании сезона 1997 г., когда Кафельников опустился в рейтинге за пределы Тор-6. Вскоре Кафельников нашел себе нового тренера - известного американца Ларри Стефанки, с именем которого и связаны дальнейшие теннисные успехи Евгения: второй титул "Большого шлема" (AUS Open-1999), первое место в рейтинге и победа на Олимпийских играх в Сиднее-2000.
Анатолий Лепешин в 1995—1996 годах был капитаном команды России в розыгрыше Кубка Дэвиса, в 1995 году они с Кафельниковым привели команду России в финал КД. Кроме Кафельникова, тренировал Александра Богомолова, Виктора Рубанова, Дмитрия Вихарева, Евгения Баранова. Принимал участие в работе первой теннисной академии в России. В последние годы жизни тренер Лепешин работал в Австрии.
Умер 15 февраля 2010 года. Похоронен на Головинском кладбище. В декабре 2010 г. принят в Российский Зал теннисной славы в номинации "Лучший тренер" .